# Nemira-Gebirge
Das Nemira-Gebirge (rumänisch Munții Nemira, ungarisch Nemere Hegység) ist mit 1649 m Höhe ein mittleres Bergmassiv in Rumänien.

## Lage
Das Gebirgsmassiv liegt an der Grenze zwischen den Kreisen Covasna und Bacău, im Norden der Ghimeș-Pass und das Uz-Tal mit dem Stausee von Poiana Uzului, das Tal des Trotuș im Osten, der Oituz-Pass  im Süden und das Tal von Oitiz. Die Länge des Nord-Süd-Hauptkamms der Berge beträgt 30 Kilometer. Die Fläche beträgt etwa 700 km². Sein höchster Punkt ist der Nemira Mare (1649 m). Auf der Nordhälfte übersteigt er in weiteren vier Punkten die Höhe von 1,6 Kilometer.

## Geschichte
Wegen seiner strategischen Bedeutung war das Gebirge im Ersten Weltkrieg zwischen deutschen und österreichischen Einheiten einerseits und rumänischen und russischen Einheiten andererseits hart umkämpft.